# うるまシティプラザ
うるまシティプラザは、沖縄県うるま市江洲にある複合商業施設。地上3階と地下1階で構成される建物1軒からなる複合型ショッピングモール。駐車場は1階敷地と地下駐車場がある。2009年11月開店。
沖縄県道85号沖縄環状線をはさんで向かいにサンエー具志川メインシティが位置する。

## 主な施設・店舗
- 1階
  - ダイレックス
  - 宮脇書店
  - リブラ（輸入品店）
  - ダイソー＆アオヤマ
- 2階
  - カラオケハウスとまと
- 3階（屋上）
  - バーベキュー施設
  - ビアガーデン